# Karachi
Karachi  (sindhi:ڪراچي, urdu: کراچی Karāchi) je najveći grad, glavna morska luka i financijski centar Pakistana. Ujedno je i glavni grad pokrajine Sindh.

## Povijest
Karachi je poznat još od antičkih vremena. Krokola je bilo mjesto, gdje je Aleksandar Makedonski pripremao flotu za povratak u Babiloniju nakon kampanje u dolini rijeke Ind. Arapima je bio poznat kao Debal. Prema legendi od ribarskog naselja je do kraja 1700-ih nastao grad, koji je započeo trgovinu s prekomorskim zemljama. Tada je sagrađena i tvrđava za zaštitu luke. Britanska istočnoindijska kompanija je osvojila grad 1839. godine.  Englezi su shvatili značaj luke za izvoz, pa su razvili i proširili luku. Tijekom Prvog indijskog rata za nezavisnost 1857. godine pobunjenici su preuzeli kontrolu nad gradom od Engleza, ali Englezi su pobijedili pobunjenike i ponovo uspostavili kontrolu nad gradom. Prva telegrafska poruka između Indije i Engleske bila je 1864. godine između Karachija i Londona. U Karachiju je rođen osnivač Pakistana Muhammad Ali Jinnah.
Do 1899. godine Karachi je postao najveća luka Istoka za izvoz pšenice. Do 1914. godine postao je najveća luka za izvoz žita u Britanskom carstvu. Kada je Pakistan postao nezavisan 1947. godine Karachi je postao glavni grad. Prilikom podjele Indije došlo je mnogo izbjeglica iz Indije u Karachi. 1958. je glavni grad Pakistana postao novosagrađeni Islamabad koji je sagrađen pokraj starog grada Rawalpindija. Tijekom osamdesetih i devedesetih godina u Karachi je došlo mnogo izbjeglica iz Afganistana.

## Zemljopis
Karachi se nalazi na jugu pokrajine Sindh, na obali Arapskog mora. Reljef se u velikoj mjeri sastoji od ravnica, s brda na zapadu i otoka Manora. Plaže Arapskoga mora su na jugu grada. Šuma mangrova i delta Inda su južno i istočno od grada. Prema zapadu i sjeveru je Rt Monze, lokalno poznat i kao Raas Muari.

## Stanovništvo
Stanovništvo u Karachiju je prošlo brojne promjene u proteklih 150 godina. Nevladine i međunarodne institucije procjenjuje da Karachi trenutno ima oko 12 do 18 milijunastanovnika,  1947. godine grad je imao 400.000 stanovnika. Procjenjuje se da je preko 90% stanovništva doseljenici iz različitih sredina. Stanovništva grada trenutno raste za oko 5% godišnje (uglavnom na račun ruralno-urbane unutarnje migracije), uključujući i oko 45.000 radnika migranata koji dolaze u grad svaki mjesec iz različitih dijelova Pakistana. .
Prema izvorima iz 1998. godine većina stanovništva su muslimani 96,45%, katolici 2,42%, hindusi 0,86%, ahmadi 0,17% i ostali 0,10%.

## Znamenitosti
Karachi je kulturni centar Pakistana s najviše kulturnih znamenitosti. Ističe se palača Mohatta koja je izložbeni centar. Sagrađena je 1927. u tradicionalnom stilu palača vladara Rajastana. Značajan je Nacionalni muzej Pakistana i Karachi Expo centar u kojem se priređuju izložbe i kongresi. Poznat je Nacionalni mauzolej Mazar-e-Quaid u kojem je grobnica osnivača Pakistana Muhammada Ali Jinnaha. Jinnah je sagradio poznati spomenik Tri mača koji simbolizira jedinstvo, vjeru i disciplinu u Pakistanu.

## Gradovi prijatelji
- Port Louis, Mauricijus[7]
- Shanghai, Kina[8]
- Hong Kong, Kina
- Jeddah, Saudijska Arabija
- Taškent, Uzbekistan
- Istanbul, Turska
- Beirut, Libanon
- Dhaka, Bangladeš
- Izmir, Turska
- New York City, SAD[9][10][11]
- Manama, Bahrain
- Priština, Kosovo
- Kuala Lumpur, Malezija
- Houston, SAD
- Chicago, SAD

## Znameniti stanovnici
- Ruth Lewis, katolička redovnica i humanitarna djelatnica

## Vanjske poveznice
- Službena stranica grada  Arhivirana inačica izvorne stranice od 25. ožujka 2002. (Wayback Machine)

### Ostali projekti
|  | Zajednički poslužitelj ima stranicu o temi Karachi |